# Лианозовский проезд
Лиано́зовский проезд — улица Москвы в районе Лианозово Северо-Восточного административного округа. Проходит от Псковской улицы до Дмитровского шоссе.

## Название
Назван в 1990 году по своему направлению к платформе Лианозово Савёловского направления Московской железной дороги.

## Описание
Лианозовский проезд начинается от Псковской улицы как продолжение Череповецкой улицы вблизи с пересечением её бывшей железнодорожной ветвью к Северной станции водоподготовки и проходит на северо-запад вдоль Савёловского направления МЖД. Улица заканчивается в районе пересечения по путепроводу «Платформа Марк» её и железной дороги Дмитровским шоссе недалеко от 82-го километра МКАД. За шоссе улица продолжается как Новодачное шоссе, также проходящее вдоль железнодорожных путей до границы города и улицы Академика Христиановича.

## Учреждения и организации
- Дом 1, строение 1 — ресторан «Лакада».
- Дом 6 — офисное здание с большим количеством зарегистрированных компаний[2].

## Общественный транспорт
- Станция метро Лианозово — в непосредственной близости от проезда.
- Платформа Лианозово — в непосредственной близости от проезда.
- Автобусы № е59, м44, 136, 273, 302, 352, 401, 456, 459, 519, 559, 564, 571, 586, 598, 928, 994, 1062.